# Cor de l'Exèrcit Roig
El Conjunt Acadèmic de Cant i Dansa A. V. Aleksàndrov de l'Exèrcit Rus (rus: Дважды краснознаменный академический ансамбль песни и пляски Российской армии имени А. В. Александрова, transliterat: Dvajdi krasnoznamionni akademítxeski ansambl pesni i plaski rossíiskoi àrmii ímeni A. V. Aleksàndrova) o simplement, Conjunt Aleksàndrov, rus: Ансамбль Александрова Ansambl Aleksàndrova i conegut a Occident com a Cor de l'Exèrcit Roig, és l'agrupació artística que serveix com a cor oficial de l'exèrcit rus, la mateixa que originalment va servir a l'exèrcit de la Unió Soviètica. Creat a l'octubre de 1928, és considerat un dels millors col·lectius de veus masculines del món. Actualment està format per més de 200 persones. Ha estat condecorat dues vegades amb l'Orde de la Bandera Roja.
El conjunt consisteix en un cor masculí, una orquestra i un grup de dansa. El seu ampli repertori inclou més de dues mil peces. Es tracta de cançons d'autors soviètics, russos i estrangers, cançons i danses populars, música sacra, obres clàssiques de compositors russos i estrangers, obres mestres del rock mundial i la música popular, que inclouen transcripcions d'èxits clàssics de llegendaris grups musicals com ara Queen i The Beatles. Durant la seva existència, ha estat de gira en més de 70 països arreu del món. El grup va arribar amb concerts a l'Afganistan, Iugoslàvia, Transnístria, Tadjikistan, Txetxènia i altres "punts calents". Algunes de les seves interpretacions més reconegudes són «Els remers del Volga», «Katiuixa», «Kalinka» i «Ave Maria».
El Conjunt Aleksàndrov i el Conjunt de l'MVD, són les úniques agrupacions musicals amb el dret a dir-se "Cor de l'Exèrcit Roig".
El 25 de desembre de 2016, 64 dels seus membres moriren en un accident aeri en estavellar-se l'avió Tu-154 de la Força Aèria russa a la mar Negra quan es traslladaven a una presentació a Síria.

## Història

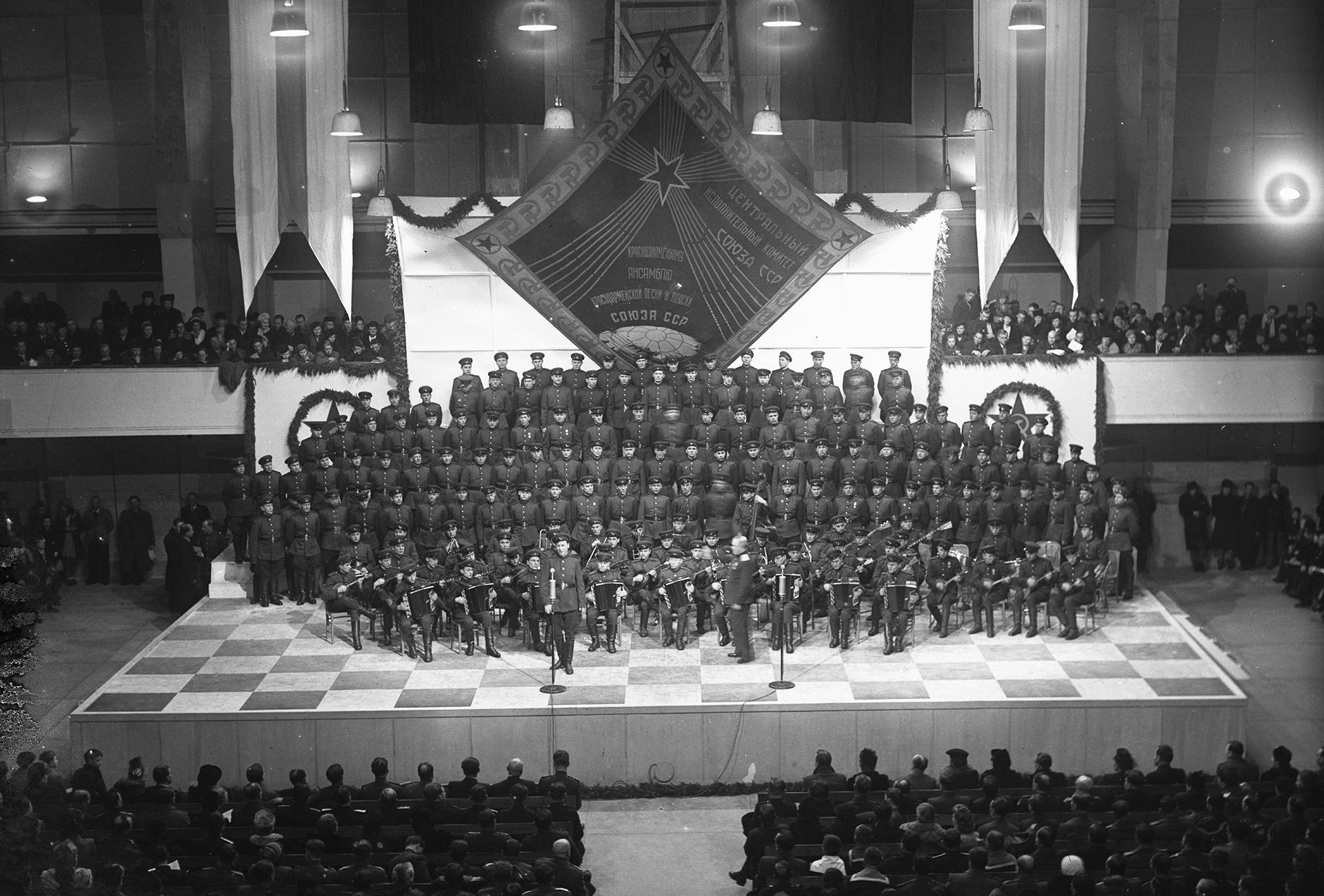
El conjunt Aleksàndrov a Hèlsinki el 1950.

El Cor de l'Exèrcit Roig va ser fundat el 1928 amb el nom de Cor de l'Exèrcit Roig M.V. Frunze. El seu primer director fou el general Aleksandr Aleksàndrov, que era conegut com a Xaixa, professor al Conservatori Txaikovski de Moscou, una figura polifacètica que va ser professor, compositor i artista folklòric. Aleksàndrov va dirigir l'agrupació fins a la seva mort a Berlín el 1946.
La primera actuació de l'agrupació fou el 12 d'octubre de 1928 a la Casa Central de l'Exèrcit Roig; llavors l'agrupació estava formada per 12 persones: 8 cantants, 2 ballarins, un acordionista i un lector. L'1 de desembre de 1928, l'agrupació va ser batejada amb el nom de Conjunt de la Casa Central de la Cançó de l'Exèrcit Roig M.V. Frunze, rus: Анса́мбль красноарме́йской пе́сни Центра́льного до́ма Кра́сной А́рмии и́мени М. В. Фру́нзе Ansambl krasnoarméiskoi pesni Tsentrálnogo doma Krasnoi Ármii ímeni M. V. Frunze. El 1935, després de ser-li concedida l'Orde de la Bandera Roja, se li va canviar el nom a 
Conjunt de Banderes Roges de Cançons i Danses de l'Exèrcit Roig de l'URSS, rus: Краснознамённый ансамбль красноармейской песни и пляски СССР Krasnozamionni ansambl krasnoarméiskoi pesni i pliaski SSSR. L'1 de desembre de 1935, l'equip havia crescut fins a 135 persones.
Una de les característiques distintives del conjunt és la presència a l'orquestra dels instruments populars russos: domra i balalaica.
El primer èxit internacional de l'equip va ser la conquesta del Gran Premi a l'Exposició Universal de París (1937). El 1937, l'equip de Conjunt constava de 274 persones, i el 1948 ja eren 313 persones.
El 26 de juny de 1941 a l'estació de tren Belorusski, el grup va interpretar per primera vegada la cançó La Guerra Sagrada. Durant la Gran Guerra Patriòtica va realitzar al voltant de 1.500 funcions, va gravar diversos discos i la seva música es va emetre per ràdio en incomptables ocasions.
El juliol del 1946, el Conjunt va ser batejat novament, afegint-hi el nom del seu fundador, Aleksandr Vassílievitx Aleksàndrov. El 1949, va tornar a canviar de nom oficial: El Dos Vegades Condecorat amb la Bandera Roja, Grup Cançons i Danses de l'Exèrcit Soviètic «A.V. Aleksàndrov», rus: Дважды Краснознамённый ордена Красной Звезды ансамбль песни и пляски Советской Армии имени А. В. Александрова Dvajdi Krasnoznamionni órdena Krasnoi Zvezdí ansambl pesni i pliaski Sovétskoi Ármii ímeni A. V. Aleksàndrova. El 1978 se li va afegir el mot "Acadèmic" al títol: El Dos Vegades Condecorat amb la Bandera Roja, Grup Acadèmic de Cançons i Danses de l'Exèrcit Soviètic «A.V. Aleksàndrov», rus: Академический дважды Краснознамённый, ордена Красной Звезды ансамбль песни и пляски Российской Армии имени А. В. Александрова. Després de la dissolució de la Unió Soviètica, el grup va rebre el seu nom actual el 1998.

## Compositors i directors
Directors de l'agrupació i l'orquestra i directors assistents

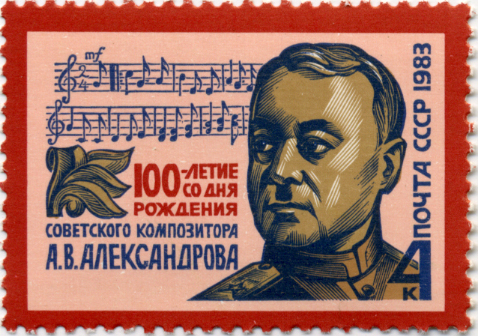
Aleksandr Aleksàndrov, primer director del Cor de l'Exèrcit Roig entre 1928 i 1946.

- De 1928 a 1946: General Major Aleksandr Aleksàndrov, Artista del Poble de l'URSS, guanyador del Premi Stalin, Doctor en Arts, professor del Conservatori de Moscou, director artístic fundador i conductor del cor.
- De 1946 a 1987: General Major Borís Aleksàndrov, fill d'Aleksandr. Artista del Poble de l'URSS, Heroi del Treball Socialista, premis Lenin i Stalin.
- De 1987 a 1992: Professor Coronel Anatoli Maltsev, Artista del Poble de Rússia.
- De 1992 a 1993: Coronel Ígor Germànovitx Agafónnikov, director artístic i director d'orquestra, Artista del Poble de la RSFSR.
- De 1993 a octubre de 2002: Coronel Dmitr Vassílievitx Somov, honrat treballador de Cultura de Rússia.
- De 1994 a 2003: Coronel Víktor Alekséievitx Fiódorov, director artístic i director d'orquestra, Artista del Poble de Rússia.
- De 2003 a 2008: Coronel Viatxeslav Alekséievitx Korobko, director artístic i director d'orquestra, Artista del Poble de Rússia, Artista d'Honor de Rússia.
- D'octubre 2002 a maig de 2016: Coronel Leonid Ivànovitx Malev, honrat treballador de Cultura de Rússia, Artista d'Honor de Rússia.
- D'agost de 2008 fins al novembre de 2012: Professor Coronel Ígor Ivànovitx Raievski, director artístic, Artista del Poble de Rússia, Artista d'Honor de Belarús, professor, guardonat amb el Premi Estatal de Txecoslovàquia.
- De novembre de 2012 a maig de 2016: Coronel Gennadi Ksenafóntovitx Satxeniuk, director artístic provisional, director artístic del conjunt, honrat treballador de Cultura de Rússia.
- De maig de 2016 fins a desembre de 2016: Professor Tinent General Valeri Khalílov, director i director artístic del conjunt, Artista del Poble de la Federació de Rússia i professor ajudant. Khalílov va morir en l'accident aeri, al costat de 63 membres del Cor.
- Febrer 2017 - present - Coronel Gennadi Ksenafóntovitx Satxeniuk, cap del conjunt - director artístic del conjunt, honorable treballador cultural de la Federació de Rússia.

Compositors i directors assistents
- Konstiantín Dankévitx, va ser director del Conjunt a Tbilisi i va escriure la cançó Poema d'Ucraïna. Era d'origen ucraïnès.
- Lev Knipper, va compondre Póliuixko pole.
- Víktor Gússev, va escriure la lletra de Póliuixko pole.
- Pavlò Virski, fou, durant un llarg període des de 1942, director del grup de Dansa del Conjunt Aleksàdrov. Era d'origen ucraïnès.
- Samuïl Pokrass, que va escriure Exèrcit blanc, baró negre

## Principals solistes
- Gueorgui Abràmov
- Vadim Anàniev
- Ievgueni Beliàiev
- Ivan Bukréiev
- Borís Xapenko
- Vassili Elisséiev
- Konstantín Gueràssimov
- Nikolai Gres
- Borís Jaivoronok
- Leonid Kharitónov
- Ióssif Kobzon
- Eduard Labkovski
- Víktor Nikitin
- Oleg Razumovski
- Vadim Ruslànov
- Aleksei Serguéiev
- Ivan Surjikov
- Gueorgui Vinogràdov
- Mark Reizen

## Principals compositors
Heus ací una llista no exhaustiva dels principals compositors i lletristes les cançons dels quals han estat interpretades pel Cor de l'Exèrcit Roig:
- Vassili Agapkin
- Aleksandr Vassílievitx Aleksàndrov
- Veniamín Bàsner
- Matvei Blànter
- Nikita Bogoslovski
- Vladímir Xainski
- Iàkov Xvédov
- Issaak Dunaievski
- Ievgueni Ievtuixenko
- Aleksei Fatiànov
- Oskar Feltsman
- Ian Frénkel
- Mikhaïl Issakovski
- Ievgueni Jarkovski
- Eduard Kolmanovski
- Vladímir Kharitónov
- Tíkhon Khrénnikov
- Lev Knipper
- Vassili Lébedev-Kumatx
- Konstantín Listov
- Mikhaïl Matussovski
- Borís Mokroússov
- Vanó Muradeli
- Gueorgui Nóssov
- Anatoli Nóvikov
- Lev Oixanin
- Aleksandra Pàkhmutova
- Dmitri Pokrass
- Róbert Rojdéstvenski
- Issaak Schwartz
- Aleksandr Sóbolev
- Vassili Soloviov-Sedoi
- Aleksei Surkov
- Mikhaïl Svetlov
- David Tukhmànov
- Serafim Túlikov

## Premis i reconeixements
Premis estatals
- Orde de l'Estrella Roja — per serveis excepcionals en activitats culturals (26 de novembre de 1935).
- Orde de la Bandera Roja (2 cops).
- Orde "pel mèrit militar" de la República Popular de Mongòlia (1964).
- Orde de l'Estrella Roja de la República Socialista Txecoslovaca (1965).
- Orde de la bandera de la República de Sèrbia per "una contribució incommensurable a l'expansió de la cooperació cultural i espiritual dels pobles serbi i rus i per la seva contribució comuna al desenvolupament de relacions amistoses entre la República de Sèrbia i la Federació de Rússia".[8]
- Títol honorífic "Acadèmic", rus: Академический (1979).
- Premi del Ministeri de Defensa de Rússia en el camp de la cultura i l'art, premiat al grup pop "Aleksandrov-Park" - "pel seu treball actiu cultural i de mecenatge" (2018) [16](2018)[9]

Altres
- Disc d'or de l'Acadèmia francesa d'enregistraments per al millor enregistrament (1961).
- Disc d'or de la companyia francesa Chant Du Monde, per a vendes discogràfiques (1964).
- Disc d'or de l'empresa neerlandesa N.O.K, per a vendes discogràfiques (1974).[10]

## Accident del Tu-154 eL 2016
A la nit del 25 de desembre de l'any 2016 una aeronau Túpolev Tu-154 del Ministeri de Defensa de Rússia es va enlairar de l'aeroport de Txkalovski, prop de Moscou, amb rumb a Síria, fent una escala a l'Aeroport Internacional de Sotxi per a reabastir-se de combustible. A bord es trobaven vuit membres de la tripulació i 84 passatgers, entre ells 64 artistes del Conjunt Aleksàndrov (gairebé tot el cor de músics de ballet) i el director artístic del conjunt, el tinent general Valeri Khalílov, que volava per felicitar i desitjar un feliç any nou a les tropes del la Força Aèria Russa a Síria, estacionades a la base aèria de Latakia; a més de nou representants dels mitjans de comunicació russos, i sis acompanyants.
Després de reabastir-se l'avió es va enlairar de Sotxi a les 05:25 hora local, dos minuts més tard, a les 05:27, va desaparèixer de les pantalles de radar i es va estavellar a la mar Negra a cinc quilòmetres de la costa d'Anapa, sense deixar cap supervivent.
El 27 de desembre de 2016, el ministre de Defensa de Rússia, general Serguei Xoigú, va parlar sobre la necessitat que el conjunt musical es recuperés tan aviat com fos possible.